# K-1甲子園 KING OF UNDER 18 〜FINAL16〜
K-1甲子園 KING OF UNDER 18 〜FINAL16〜は、K-1の大会の一つ。2008年8月29日、ディファ有明で開催された。

## 大会概要
K-1甲子園 FINAL16が開催され、嶋田翔太、村越凌、坪井悠介、卜部功也、佐々木大蔵、日下部竜也、平塚大士、HIROYAの8人が1回戦を勝ち抜き、10月1日のK-1 WORLD MAX 2008 FINALでのK-1甲子園 FINAL8進出を決めた。

## 試合結果

### 小学生エキシビションマッチ
新空手K-4 小学6年生エキシビションマッチ
○  橋本侑也 vs.  勝本竜矢 ×
優勢勝ち
新空手K-4 小学4年生エキシビションマッチ
△  北山龍輝 vs.  篠田大生 △
引き分け

### K-1 WORLD YOUTH スペシャルマッチ
オープニングファイト第1試合 3分3R
○  水谷深 vs.  水戸一雅 ×
2R 1:40 KO（2ノックダウン：パンチ連打）
オープニングファイト第2試合 3分3R
○  松倉信太郎 vs.  西澤クリストファー清 ×
3R 2:05 KO（2ノックダウン：膝蹴り）
オープニングファイト第3試合 3分3R
○  秋元皓貴 vs.  江幡睦 ×
3R終了 判定3-0（30-28、30-28、30-29）
第1試合 3分3R
○  瀧谷渉太 vs.  江幡塁 ×
3R終了 判定3-0（30-29、30-28、30-28）
第7試合 3分3R
○  卜部弘嵩 vs.  石橋真幸 ×
3R 2:33 KO（2ノックダウン：右ローキック）
第8試合 3分3R
△  才賀紀左衛門 vs.  谷山俊樹 △
3R終了 ドロー（30-30、30-30、30-30）

### K-1甲子園 FINAL16
K-1甲子園 FIANL16 リザーブファイト 2分3R
○  相良修亘 vs.  秋元優也 ×
2R 0:35 TKO（レフェリーストップ）
K-1甲子園 FIANL16 リザーブファイト 2分3R
○  上田龍 vs.  前田勇人 ×
1R 0:46 KO（2ノックダウン：左ストレート）
第2試合 K-1甲子園 FIANL16 2分3R
○  嶋田翔太 vs.  山口裕人 ×
3R終了 判定3-0（30-27、30-27、30-27）
第3試合 K-1甲子園 FIANL16 2分3R
○  村越凌 vs.  木谷典史 ×
3R終了 判定3-0（30-26、30-26、30-27）
第4試合 K-1甲子園 FIANL16 2分3R
○  坪井悠介 vs.  山本宣明 ×
2R 1:04 KO（2ノックダウン：パンチ連打）
第5試合 K-1甲子園 FIANL16 2分3R
○  卜部功也 vs.  林恭平 ×
3R終了 判定3-0（30-27、30-27、30-27）
第6試合 K-1甲子園 FIANL16 2分3R
○  佐々木大蔵 vs.  小林幸太 ×
3R終了 判定3-0（30-29、30-29、30-29）
第9試合 K-1甲子園 FIANL16 2分3R
○  日下部竜也 vs.  戸邊隆馬 ×
3R終了 判定3-0（30-27、30-28、30-27）
第10試合 K-1甲子園 FIANL16 2分3R
○  平塚大士 vs.  藤鬥嘩裟 ×
3R終了 判定2-1（30-29、29-30、30-29）
第11試合 K-1甲子園 FIANL16 2分3R
○  HIROYA vs.  園田顕悟 ×
3R終了 判定3-0（30-26、30-26、30-26）